# Irreplaceable
Singles de Beyoncé
Ring the Alarm
(2006) Listen
(2006)
Pistes de B'Day
Green Light Resentement
Irreplaceable est une chanson de la chanteuse américaine de R'n'B Beyoncé. La piste musicale est écrite par Beyoncé, Ne-Yo, Tor Erik Hermansen, Mikkel S. Eriksen, Espen Lind et Amund Bjørklund, et produite par Stargate et Beyoncé pour son second album solo, B'Day de 2006. À l'origine non faite pour Beyoncé, elle réarrange la démo présentée par les producteurs qui est une chanson country tournée vers la pop et le R'n'B. La chanson évoque une rupture avec un homme infidèle et exprime une partie de la vision de Beyoncé et de Ne-Yo de créer un titre où les gens puissent s'identifier. Également, le titre est considéré comme un hymne à la prise de pouvoir des femmes.
Après les succès modérés dans les classements de Déjà Vu et Ring the Alarm, Irreplaceable sort le 5 décembre 2006 aux États-Unis comme le troisième single de l'album, et comme le second single dans la plupart des marchés musicaux internationaux. Il est un succès commercial et critique dans le monde entier et devient le single le plus vendu de Beyoncé dans sa carrière solo devant Crazy in Love (jusqu'en 2008 et la sortie de Single Ladies (Put a Ring on It)) et le plus grand succès de B'Day. Le single se classe dans le Billboard Hot 100 américain où il reste à la première place pendant dix semaines consécutives. Certifié multi-disque-de-platine, Irreplaceable est le single le plus vendu aux États-Unis en 2007 et la 25e chanson avec le plus de succès des années 2000, selon le Billboard Hot 100 Songs of the Decade.
Irreplaceable est acclamé par la critique contemporaine, qui cite sa production sensible par rapport à la plupart des morceaux de l'album. La chanson gagne différents prix, dont un durant les Soul Train Music Awards 2007. Le clip vidéo du single, qui contient la première représentation du groupe entièrement féminin de Beyoncé Suga Mama, permet à la chanteuse de remporter des prix supplémentaires. Rolling Stone classe la chanson à la 60e place de leur liste des 100 meilleures chansons des années 2000.

## Genèse et inspiration
L'équipe de production norvégienne Stargate et l'auteur-compositeur-interprète R'n'B-pop américain Ne-Yo écrivent la chanson pour le second album solo de Beyoncé B'Day, mais Tor Erik Hermansen de Stargate déclare qu'« ils ne pourraient pas aller dans la direction qu'ils avaient prise pour la chanson. ». Le morceau ne correspond pas à l'origine à la voix de Beyoncé, et Ne-Yo écrit les paroles d'un point de vue masculin, mais il révèle que cela ne vient pas de ses expériences personnelles. C'est pour cela que Irreplaceable n'est à l'origine pas faite pour Beyoncé, mais pour la chanteuse Chrisette Michele,. Écrit comme une chanson country, il pense aux chanteuses country Shania Twain et Faith Hill durant les enregistrements,. Quand Ne-Yo entend jouer la chanson avec une guitare, il trouve que cela sonne comme une musique country de l'ouest des États-Unis. Mais quand les batteries sont incorporées dans la musique, il lui trouve une ambiance R'n'B, et Ne-Yo envisage de faire une chanson R'n'B avec une musique country de l'ouest américain.
Lorsque l'équipe travaille avec lui, ils enregistrent la chanson avec une voix masculine. Toutefois, ils pensent qu'une voix féminine est plus appropriée, et Ne-Yo estime également qu'il est stimulant pour une femme de l'interpréter. Alors que Beyoncé travaille sur l'enregistrement de B'Day après avoir tourné le film Dreamgirls, elle est contente de la démo de la chanson qui lui est présentée. Elle demande des changements sur la piste, dont l'ajout de batteries et d'arrangements vocaux et de chanter la chanson dans une note plus haute que la démo,. Espen Lind et Amund Bjørklund, de l'équipe de production norvégienne Espionage, écrivent la structure des accords et viennent avec la partie jouée à la guitare. L'enregistrement est machiné par Jim Caruana et mixée par Jason Goldstein aux Sony Music Studios à New York.

« Il arrive parfois, si vous pensez à un artiste en particulier et que vous le mettez dans cette idée, que la chanson doit être comme ceci ou comme cela, et que vous vous limitez à cette chose qu'ils ont fait il y a trois ans. »

— Tor Erik Hermansen, MTV News, 
Après que les sessions pour Irreplaceable sont terminées, Hermansen dit que « tout le monde estimait qu'ils avaient enregistré quelque chose de spécial et que Beyoncé avait fait le bon choix. ». Dans une interview, Ne-Yo dit que « Beyoncé a des choses qu'elle voulait obtenir de son coffre » et elle voulait faire un disque dans lequel les femmes puissent se rapporter, en accord avec le thème de l'album.

## Composition
Irreplaceable est une chanson pop à tempo moyen, avec des influences de ballade et de R'n'B. Composé dans la tonalité de Si bémol majeur, le temps est défini dans une signature rythmique de 4/4 et avance à un rythme modéré de 88 battements par minute. La voix de Beyoncé s'étend sur près de deux octaves et demi, du si[[Bémol|]]1 au mi4. Alors que la plupart des chansons de l'album sont agressives et à tempo élevé, sa voix dans Irreplaceable est plus atténué.

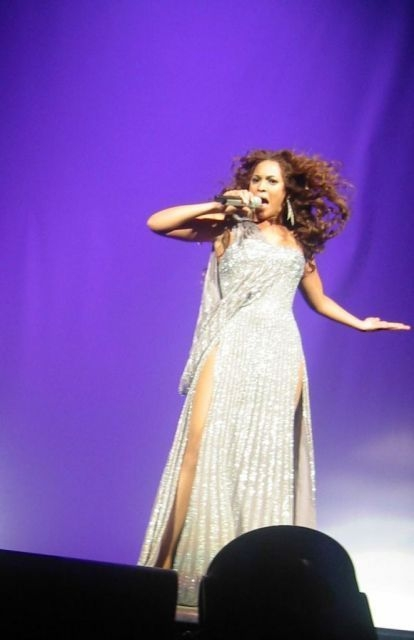
Beyoncé interprétant Irreplaceable lors de la tournée The Beyoncé Experience.

Irreplaceable utilise une guitare acoustique délicatement grattée qui suit la série d'accords Si bémol5-Fa5-Do mineur7-Mi bémol6/9. Hermansen et Eriksen combinent à la  progression d'accords classique avec une guitare acoustique, une boîte à rythme 808 qui produit des sons modernes et des violoncelles. Al Shipley de Stylus Magazine note que le gratte de la guitare est réutilisée dans le single de 2007 de la chanteuse de R'n'B barbadienne Rihanna Hate That I Love You qui est une chanson coproduite par Stargate et Ne-Yo et dans un single de 2007 produit par Stargate, With You, interprété par le chanteur américain R'n'B-pop Chris Brown. À propos de cela, Rob Sheffield du magazine Rolling Stone écrit que « Stargate essaye juste d'utiliser Irreplaceable une fois de plus », tandis qu'un critique du magazine Billboard dit que ça « appuie un peu trop » sur la chanson.
Irreplaceable raconte l'histoire d'une femme qui rompt avec son petit ami après qu'elle a découvert sa tromperie. Les paroles sont considérées comme une déclaration d'indépendance. Hermansen dit que « c'est une chanson que les gens de toutes horizons sociales peuvent aimer », tandis que Beyoncé déclare que c'est « un peu être honnête ». Lorsqu'on l'interroge sur le thème de la chanson, elle répond que : « Fondamentalement, nous ne pouvons pas oublier notre pouvoir et notre valeur. Et parfois...vous êtes tellement amoureuse que vous oubliez cela. Et parfois vous vous sentez comme si vous n'étiez pas...appréciée. Et...parfois ils oublient qu'ils peuvent être remplacés ». Bill Lamb de About note que le thème de l'autonomisation féminine de Irreplaceable a des similitudes avec le concept central du roman de 1995 de Terry McMillan Waiting to Exhale.
Les paroles de la chanson sont construites dans la forme couplet-pré-refrain-refrain. Débutant avec un gratte de guitare, Beyoncé chante l'accroche de l'intro « To the left, to the left » qu'elle répète à trois reprises en alternant les mesures. À la septième mesure, elle chante le premier couplet, où elle se dispute avec son petit ami à propos de l'indifférence de leur relation, et puis elle lui dit de partir. Le pré-refrain et le refrain suivent puis cèdent la place au deuxième couplet, où elle se souvient du moment où elle trouve son ami en train de la tromper. Le pré-refrain qui suit mène au second refrain. Vers la fin, Beyoncé chante le pont. Elle répète l'intro et le refrain et finit avec un refrain ad-lib.

## Sortie et performances live
Irreplaceable suit le premier single de B'Day Déjà Vu et sort comme le second single de l'album dans les marchés internationaux chez Columbia Records. Un maxi 45 tours sort au Royaume-Uni dans la semaine du 2 novembre 2006. Aux États-Unis, Irreplaceable sort comme le troisième single de B'Day et suit Ring the Alarm. Le single sort le 5 décembre 2006, avec la version de l'album et la version instrumentale de la chanson. Beyoncé enregistre une version espagnole de la chanson appelée Irreemplazable qui est incluse sur le second disque de l'édition deluxe de B'Day sorti le 12 juin 2007. Un EP Irreemplazable sort aux États-Unis le 28 août 2007 et le 10 septembre au Royaume-Uni. L'EP contient Irreemplazable et le remix Norteña de Irreplaceable, Amor Gitano, trois versions de Beautiful Liar, le remix de Timbaland de Get Me Bodied avec Voltio, et Oye, la version espagnole de Listen,.
La chanson est interprétée dans diverses apparitions publiques de Beyoncé. Elle ouvre les American Music Awards 2006 en interprétant Irreplaceable. Le groupe country américain Sugarland, qui est connu pour reprendre les chansons de Beyoncé dans ses performances live, est rejoint par la chanteuse pour une interprétation d'une version country de Irreplaceable aux American Music Awards 2007,. Le titre est la chanson de clôture lors de sa tournée mondiale de 2007 The Beyoncé Experience. Elle est interprétée à l'origine à la fin du spectacle, mais est changée de place quand elle commence la partie américaine de la tournée. Les images de sa performance au Staples Center de Los Angeles sont incluses dans le DVD The Beyoncé Experience Live!.
En mai 2007, la chanson figure dans la scène finale de When the Chickens Come Home to Roost, le dernier épisode de la première saison de The Game, une série télévisée et comédie dramatique de CW.

## Réception critique

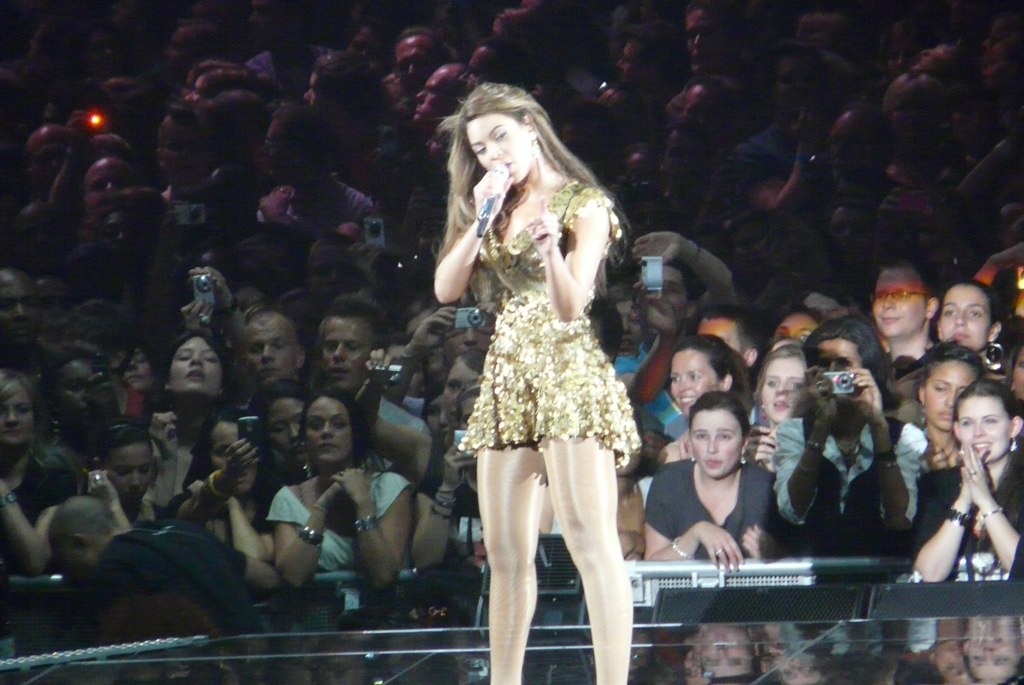
Beyoncé sur scène

Bien que la plupart des morceaux présents dans B'Day aient un tempo élevé, Irreplaceable est bien accueilli par les critiques pour sa ligne d’accords mélodico-rythmiques conduite par la guitare. Bill Lamb du site web About complimente Stargate pour sa « production simple et orientée pop » et le titre se classe sur le site comme la quatrième meilleure chanson de R'n'B de 2006. Dans une critique pour le magazine Entertainment Weekly, Jody Rosen parle d'« une mélodie interprétée qui est différente de ce que Beyoncé a déjà fait » tandis que Sarah Rodman de The Boston Globe écrit que la chanson est « douce mais exaspérante », et Bill Lamb parle d'un « balancement léger magnifique dans l'arrangement de Stargate ». Spence Abbott du site web IGN observe que Irreplaceable, avec Resentment, « vont dans une ambiance de R'n'B beaucoup plus traditionnelle » comparés aux autres pistes de l'album, et il déclare qu'ils sont « apparues sur le disque comme si elles étaient enregistrées à part ». En 2009, Pitchfork classe la chanson comme la 183e de la liste des 500 meilleures pistes de la décennie.
Lamb liste Irreplaceable sur leur site comme l'un des titres les plus importants de l'album, et il note que ce dernier porte le « sujet de la force féminine et de l'indépendance ». Le site web orientée indie Pitchfork nomme la chanson comme la « plus sophistiquée » de Beyoncé et comme sa « performance la plus honnête à ce jour ». Barry Schwartz de Stylus Magazine écrit, quant à lui, que Irreplaceable reprend la « presque perfection et les traits de sa voix les plus authentiques et émotionnels à ce jour qui sont à parts égales vulnérables, contrariés, énervés, vindicatifs, résignés, et apathiques » de Crazy in Love, le premier single de Beyoncé. Irreplaceable gagne le Soul Train Music Award 2007 du meilleur single R'n'B/Soul féminin ainsi que le Kids' Choice Awards 2007 de la chanson préférée du public. La chanson est nommée pour le prix de l'enregistrement de l'année aux Grammy Awards de 2008, et pour le prix de la chanson de l'année à la cérémonie des VH1 Soul Vibe Awards. Le single est récompensé parmi les cinq chansons les plus jouées en 2008 aux ASCAP Pop Music Awards.
La chanson crée la controverse à propos des crédits d'écriture. Ne-Yo s'explique sur MTV pour clarifier toute confusion : « Apparemment, Beyoncé était à un spectacle quelque part, et juste avant le spectacle commence, elle vient me dire, « J'ai écrit ça pour mes filles » et puis la chanson est venue. (...) La chanson est une coécriture. J'ai écrit les paroles, j'ai écrit toutes les paroles. Beyoncé m'a aidé avec les mélodies et les harmonies et les arrangements vocaux et tout cela en fait donc une coécriture. Acceptez ma contribution et la sienne qui fait de cette chanson ce qu'elle est ».

## Ventes
Durant la production de Irreplaceable, Hermansen pense que la piste ne serait pas jouée à la radio en raison de ses guitares acoustiques et considère que la chanson est trop orientée pop et il ne s'attendait pas à que Irreplaceable s'adapte à tous les genres. Malgré sa prédiction, la chanson devient un succès dans les classements urban ; et est jouée dans des stations de radios country new-yorkaises. Irreplaceable entre dans divers classements dans le monde entier, et devient le plus grand succès de l'album B'Day.
Le single entre dans le Billboard Hot 100 américain le 4 novembre 2006 à la 87e place. Il progresse dans les classements rapidement grâce à sa grande diffusion, et reçoit la titre de la chanson la plus diffusée pendant six semaines consécutives en décembre 2006,. Trois semaines après sa sortie, il permet à B'Day de ré-entrer dans le top dix du Billboard 200. Le single prend la première place le 16 décembre et il devient le quatrième single numéro un de Beyoncé en tant qu'artiste solo, et son second en 2006, après Check on It avec Slim Thug. Le single reste pendant dix semaines consécutives à la première place,, et est ensuite remplacé par celui de la chanteuse canadienne Nelly Furtado de 2006 Say It Right, le 24 février 2007. Ce record se réalise pour la première fois depuis 2006 après le single de 2005 de Kanye West Gold Digger avec Jamie Foxx qui avait pris la première place pendant dix semaines. Irreplaceable dépasse le record de neuf semaines de Baby Boy ; toutefois, il n'arrive pas à dépasser la performance de 2000 de son ancien groupe Destiny's Child : Independent Women Part I était resté alors à la première position pendant onze semaines de la fin de l'année 2000 au début de 2001.
Sur la liste des chanteuses ayant le plus grand nombre de singles classés numéro un, Irreplaceable installe Beyoncé à la troisième place et lui permet de dépasser les chanteuses américaines Janet Jackson et Carole King mais la laissant derrière Diane Warren avec neuf singles numéro un. Beyoncé reçoit trois crédits d'écriture de chansons en une seule année ; elle est la seule chanteuse à atteindre cela depuis King en 1971 et Mariah Carey en 1991. Le single reste dans le classement pendant 30 semaines et est certifié triple disque de platine par Master Ringtones le 27 juillet 2007. Irreemplazable se classe également bien car il prend la quatrième position du classement Hot Latin Songs. L'EP apparaît également dans le classement Latin Pop Albums à la seconde place, dans le classement Top Latin Albums à la troisième position, dans le Top R&B/Hip-Hop Albums à la 41e place et enfin dans le Billboard 200 à la 105e position,. Irreplaceable est aux États-Unis le single le plus diffusé en 2007 et atteint donc la première place du Billboard Top Hot 100 Hits,. En mars 2012, le single s'est vendu à plus de 3 millions de copies digitales et à plus de 3 millions de copies sonorisées aux États-Unis.

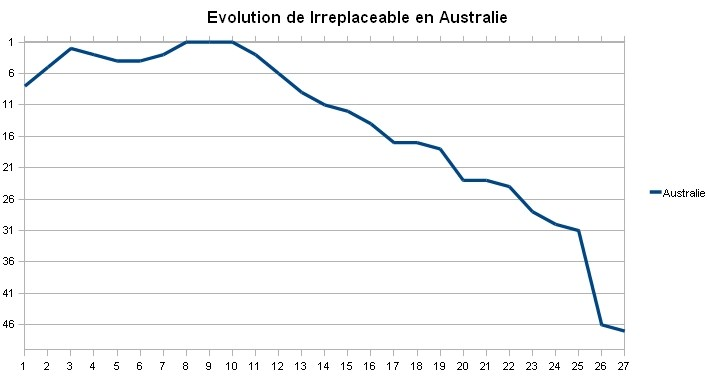
Evolution de Irreplaceable dans le classement australien des singles.

Au niveau international, Irreplaceable réalise une performance semblable. En Océanie, Irreplaceable débute à la huitième place en Australie, et prend finalement la première place pendant trois semaines consécutives et devient le premier titre numéro un de Beyoncé dans ce pays. Le titre débute à la troisième place (sa meilleure entrée), le 6 novembre en Nouvelle-Zélande, puis prend la première place et se classe pendant 18 semaines. Il atteint la deuxième place pendant 13 semaines en Indonésie. Irreplaceable prend la quatrième place au Royaume-Uni, et entre généralement dans le top cinq dans les marchés musicaux européens. Malgré sa quatrième place au Royaume-Uni, Irreplaceable reste 12 semaines dans le top 20 et avec un total de 25 semaines dans le UK Singles Chart, la chanson est le cinquième single de Beyoncé le plus longtemps classé (avec plus de semaines dans le classement que ses singles numéro un Crazy in Love et Déjà Vu mais un peu moins que ses succès récents (If I Were a Boy, Single Ladies (Put a Ring on It), Halo et Sweet Dreams). Sur le classement iTunes britannique, Irreplaceable est actuellement le single de Beyoncé non issu de I Am... Sasha Fierce le plus téléchargé et se classe encore dans le top 30 des chansons R'n'B/Soul.

## Clip vidéo
Le clip de Irreplaceable est réalisé par Anthony Mandler,  filmé en août 2006. qui avait déjà coréalisé la vidéo de Get Me Bodied. La vidéo met en scène, pour la première fois, le groupe entièrement féminin de Beyoncé, Suga Mama, qui apparaît également dans le clip vidéo de Green Light. Son ex-petit ami dans la vidéo est le mannequin Bobby Roache, qui joue l'officier de police dans le clip de Ring the Alarm et qui est habillé en guerrier durant la performance live de Jay-Z et Beyoncé aux Fashion Rocks 2006. La vidéo est incluse dans le B'Day Anthology Video Album de 2007, et dans une édition vidéo qui est produite pour Irreemplazable. Une partie de la vidéo qui montre Beyoncé dansant en silhouette devant une porte en verre s'inspire d'un film de James Bond. En janvier 2008, Irreemplazable est diffusée pour la première fois sur MiTRL, une émission de classement vidéo sur la chaîne bilingue MTV Tr3s.
Le clip suit l'histoire racontée dans les paroles de la chanson. Roache raconte le début du clip : « Elle me dit d'emballer toutes mes affaires ; je suis mis à la porte - la vidéo commence ainsi ». À mi-chemin de la vidéo, Beyoncé suit son ex-petit ami à l'extérieur de la maison et se penche sur une Jaguar XK de 2007. Elle semble le caresser avec prétention ; mais c'est seulement pour découvrir qu'elle voulait rassembler des choses qu'elle avait achetées pour lui. Il la quitte et la voiture qui arrive est un taxi. Entre les scènes, Beyoncé se regarde en face d'un miroir ; et se met du rouge à lèvres en portant des bigoudis énormes et une jupe taille haute. Vers la fin de la vidéo, elle chante avec son groupe entièrement féminin, Suga Mama. Le clip se termine par Beyoncé qui salue son nouveau petit ami à la porte.
Aux BET Awards 2007, Beyoncé gagne le prix de la vidéo de l'année pour Irreplaceable, un prix où Beautiful Liar est également nommé,. Le cip est nommé pour la vidéo de l'année lors des MTV Video Music Awards 2007, mais est battu par le single de Rihanna Umbrella. Aux Soul Train Music Awards de 2007, la vidéo est nommée pour le prix Michael Jackson de meilleur clip vidéo R'n'B/Soul ou Rap, mais perd contre celle du rappeur (et de son mari) Jay-Z Show Me What You Got,.

## Liste des pistes et formats
- Remixes - EP États-Unis[64]

1. Irreplaceable (Ralphi & Craig Club Radio Remix) : 4:08
2. Irreplaceable (Ralphi & Craig Club Voc Remix) : 8:51
3. Irreplaceable (Ralphi Rosario Dub Remix) : 9:27
4. Irreplaceable (Maurice Joshua Remix Edit) : 4:05
5. Irreplaceable (Maurice Joshua Club Remix) : 7:06
6. Irreplaceable (Featuring Ghostface Killah) : 4:45
7. Irreplaceable (DJ Speedy Remix) : 4:20

- EP Australie[65]

1. Irreplaceable (Version Album) : 3:47
2. Déjà Vu (Freemasons Club Mix) : 8:05
3. Déjà Vu (Le Remix) : 3:54

- Single Maurice Joshua (Australie Seulement)

1. Irreplaceable (Maurice Joshua Remix Edit) : 4:05

- Single basique Royaume-Uni et Allemagne (Sortie le 26 octobre 2006)[66]

1. Irreplaceable (Version album) : 3:47
2. Ring the Alarm (Freemasons Club Mix Radio Edit) : 3:27

- CD Single Premium Royaume-Uni et Allemagne (Sortie le 26 octobre 2006)[20]

1. Irreplaceable (Version album) : 3:48
2. Ring the Alarm (Freemasons Club Mix Radio Edit) : 3:26
3. Ring the Alarm (Remix Karmatronic) : 3:10
4. Ring the Alarm (Tranzformas Remix avec Collie Buddz) : 4:12
5. Ring the Alarm (Clip vidéo bonus)

## Crédits et personnel
| - Chants : Beyoncé Knowles - Auteur(s) : Beyoncé, Mikkel S. Eriksen, Tor Erik Hermansen, Espen Lind, Amund Bjorklund et Ne-Yo - Producteur(s) : Stargate, Beyoncé - Coproduction : Ne-Yo - A&R : Max Gousse (Music World Productions Inc.) - Enregistrement : Jim Caruana - Assistant : Rob Kinelski | - Mixage : Jason Goldstein - Guitare : Espen Lind - Tous les autres instruments : Eriksen et Hermansen |

## Classements
| Pays                                 | Meilleure position |
| ------------------------------------ | ------------------ |
| Allemagne                            | 11                 |
| Australie                            | 1                  |
| Autriche                             | 11                 |
| Belgique (Néer.)                     | 13                 |
| Belgique (Fr.)                       | 25                 |
| Danemark                             | 9                  |
| Europe                               | 7                  |
| France                               | 10                 |
| Hongrie                              | 1                  |
| Irlande                              | 1                  |
| Italie                               | 10                 |
| Pays-Bas                             | 3                  |
| Nouvelle-Zélande                     | 1                  |
| Norvège                              | 8                  |
| Roumanie                             | 4                  |
| Suède                                | 19                 |
| Suisse                               | 9                  |
| Royaume-Uni                          | 4                  |
| Royaume-Uni (R&B Chart)              | 1                  |
| Billboard magazine Billboard Hot 100 | 1                  |
| Billboard Hot Dance Club Songs       | 1                  |
| Billboard Latin Songs                | 10                 |
| Billboard Hot R&B/Hip-Hop Songs      | 1                  |
| Billboard Pop Songs                  | 1                  |
| Billboard Pop 100                    | 1                  |

| Pays (Certificateur)     | Certification |
| ------------------------ | ------------- |
| Australie (ARIA)         | Platine       |
| Canada (CRIA)            | Platine       |
| Danemark (IFPI)          | Or            |
| Nouvelle-Zélande (RIANZ) | Platine       |
| États-Unis (RIAA)        | 3 × Platine   |

| Pays                            | Position |
| ------------------------------- | -------- |
| Billboard Hot 100               | 25       |
| Billboard Hot R&B/Hip Hop Songs | 45       |
| Billboard Radio Songs           | 11       |

| Pays                                | Meilleure position |
| ----------------------------------- | ------------------ |
| Australie (2006)                    | 23                 |
| Australie                           | 42                 |
| Allemagne                           | 79                 |
| Billboard Hot 100                   | 1                  |
| Billboard Hot Digital Songs         | 9                  |
| Billboard Hot R&B/Hip Hop Songs     | 7                  |
| Billboard Radio Songs               | 1                  |
| Billboard Hot Dance Club Play Songs | 43                 |